# Томопулос, Энтони
Э́нтони Де́нис «То́ни» Томо́пулос (англ. Anthony Denis «Tony» Thomopoulos, Анто́нис Томо́пулос, греч. Αντώνης Θωμόπουλος; род. США) — американский бизнесмен, медиаменеджер и продюсер, президент ABC Entertainment (1978—1983) и ABC Broadcast Group (1983—1985), CEO продюсерской компании Thomopoulos Productions (1989—н. в.) и независимый директор компании Genius Brands International (2014—н. в.). Отец телепродюсера Энн Томопулос.
Активный деятель греческой диаспоры. Член Ордена святого апостола Андрея (архонт лаосинактис Вселенского Патриархата, 2010), член консультативного совета Национального греческого общества (National Hellenic Society) — одной из организаций греческой общины США, занимающейся сохранением греческого наследия.

## Биография
Родился в греческой семье. Его родители Дионисис (Денис) и Анна Томопулос, иммигрировавшие в США в начале XX века, являлись выходцами из деревни Дэмониа в Лаконии (Пелопоннес, Греция). Вырос в Бронксе (Нью-Йорк). Имеет сестру Параскевулу. Отец Тони владел рестораном.
Окончил Школу дипломатической службы Джорджтаунского университета.
В 1959 году, после получения высшего образования, начал работать почтовым служащим в штаб-квартире телеканала NBC в Нью-Йорке.
В 1964 году стал сотрудником Four Star Entertainment.
В 1970—1973 годах — сотрудник компаний RCA (1970—1971) и Selecta Vision.
В 1973 году стал сотрудником телекомпании ABC.
В 1978—1988 годах — член совета директоров Джорджтаунского университета.
В 1985—1988 годах — председатель совета директоров продюсерской компании United Artists Pictures. Курировал производство таких фильмов как «Искры из глаз» (1987), «Бум вокруг младенца» (1987), «Преданный», «Человек дождя» и «Детские игры» (1988).
В 1989 году учредил независимую продюсерскую компанию Thomopoulos Productions.
В 1991—1995 годах — президент телекомпании Amblin Television, подразделения Amblin Entertainment.
В 1995—1997 годах — CEO компании MTM Entertainment, принадлежащей International Family Entertainment. В этот же период — президент The Family Channel и International Family Entertainment.
В 2002—2004 годах — председатель совета директоров и CEO компании Media Arts Group (сегодня — Thomas Kinkade Company), принадлежащей Томасу Кинкейду. Впоследствии основал компанию Morning Light Productions.
В качестве продюсера принимал участие в создании, кроме прочих, фильма «На расстоянии удара» (1993).
Сооснователь и член совета директоров летнего лагеря «Camp Axios» в Сан-Педро (Лос-Анджелес, Калифорния).

## Личная жизнь
От первого брака (1961—1983) имеет троих детей. С 1985 года женат на телеведущей Кристине Ферраре, в браке с которой имеет дочерей Александру (1986 г. р.) и Арианну (1989 г. р.). Семья проживает в Калифорнии.
Прихожанин Софийского собора в Лос-Анджелесе.